# Stabilità di frequenza
La stabilità di frequenza è una caratteristica degli oscillatori presenti nelle apparecchiature elettroniche. Ogni microprocessore, e nel campo delle telecomunicazioni, ogni trasmettitore e ricevitore infatti dispone di un oscillatore locale, che genera una sinusoide di frequenza predeterminata.
A causa delle tolleranze dei valori della componentistica impiegata nel circuito oscillatore, così come in seguito a variazioni delle condizioni di lavoro (temperatura, invecchiamento dei componenti, bruschi movimenti), la frequenza effettivamente generata dall'oscillatore tende a variare.
La stabilità di frequenza rappresenta un indice dell'abilità dell'oscillatore a discostarsi il meno possibile dalla frequenza nominale per cui è stato progettato. Il parametro che influisce maggiormente sulla stabilità di frequenza di un oscillatore al quarzo è la temperatura; la sua variazione incide sulla dilatazione del cristallo, all'aumentare del valore termico ne consegue un aumento del suo volume, con conseguente scostamento verso il basso della frequenza di oscillazione.
Il metodo adottato per mantenere a temperatura costante il circuito oscillatore contenuto negli strumenti di misura di classe elevata, consiste nel racchiudere il circuito oscillatore in un contenitore stagno e coibentato chiamato volgarmente "forno" (TCXO), il cui interno, tramite un termostato, è mantenuto ad una temperatura costante, superiore a qualsiasi condizione ambientale in cui si troverà ad operare lo strumento, generalmente è scelta una temperatura intorno ai 70 gradi Celsius, in questo modo si assicura una temperatura costante sia che lo strumento operi in ambienti polari che equatoriali.
Per assicurare la massima stabilità possibile agli oscillatori contenuti negli strumenti di misura campione, in particolare i calibratori primari, questi vengono tenuti costantemente accesi, la camera in cui sono ubicati è climatizzata ad una temperatura costante compresa tra i 23 e i 24 gradi Celsius e l'umidità è mantenuta intorno al 50%. Per un frequenzimetro, può essere necessario un tempo di warm-up anche di 24 ore, prima di essere sottoposto a calibrazione.
I centri SIT, laboratori metrologici in possesso dei campioni delle grandezze fisiche elettriche (tensione, corrente, resistenza, frequenza, ecc.) abilitati a rilasciare certificazione ISO 9001, sono tenuti a rilevare e tenere registrati, a garanzia della tracciabilità, i valori giornalieri di temperatura e umidità della camera climatica.